# Kosatka černá

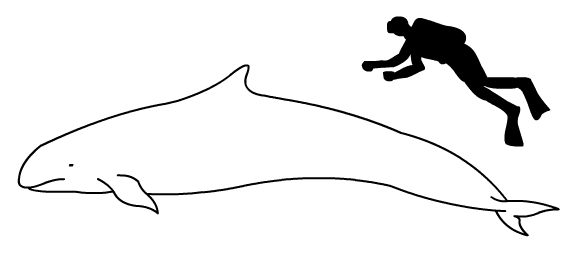
Srovnání velikosti s člověkem

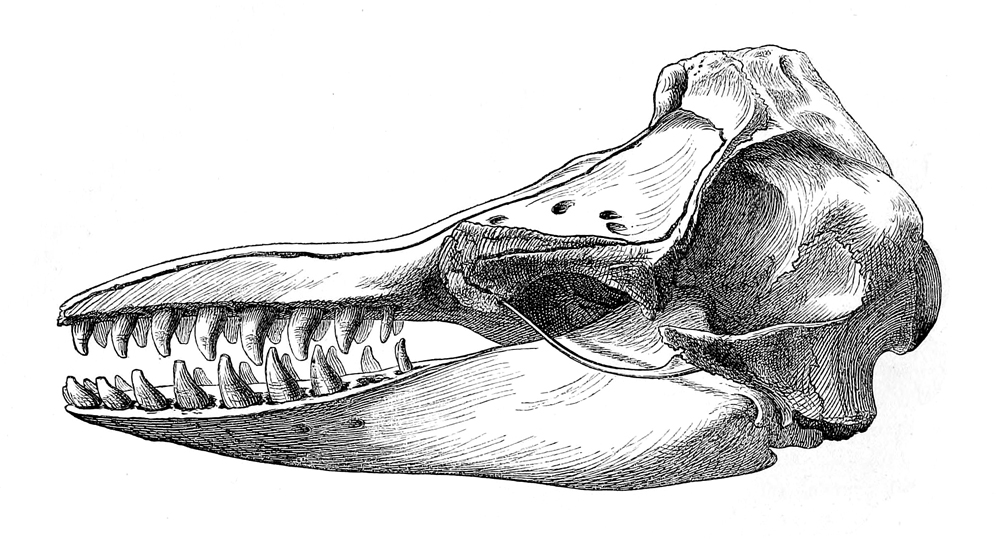
Lebka kosatky černé

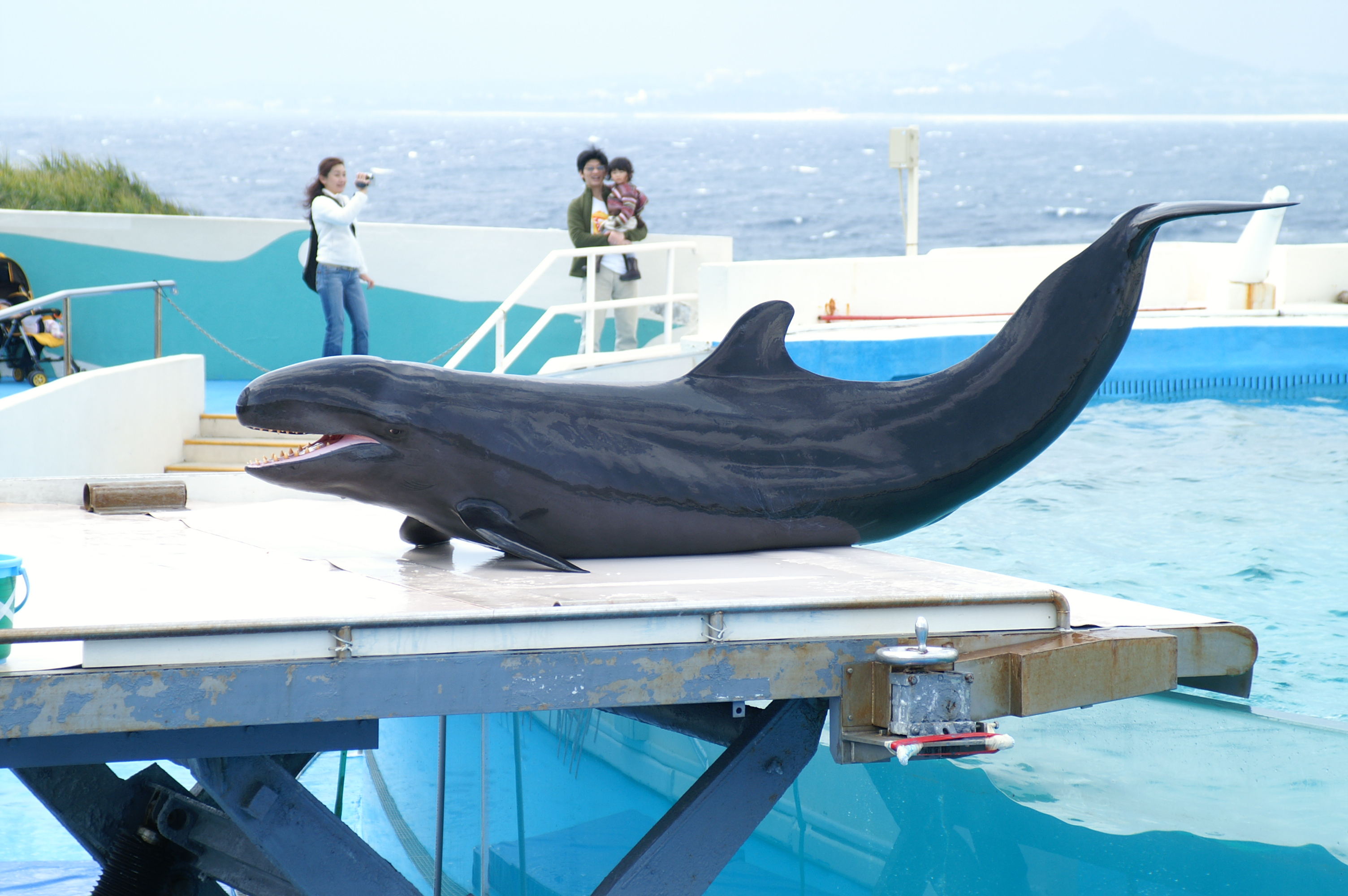
Kosatka černá chovaná v zajetí

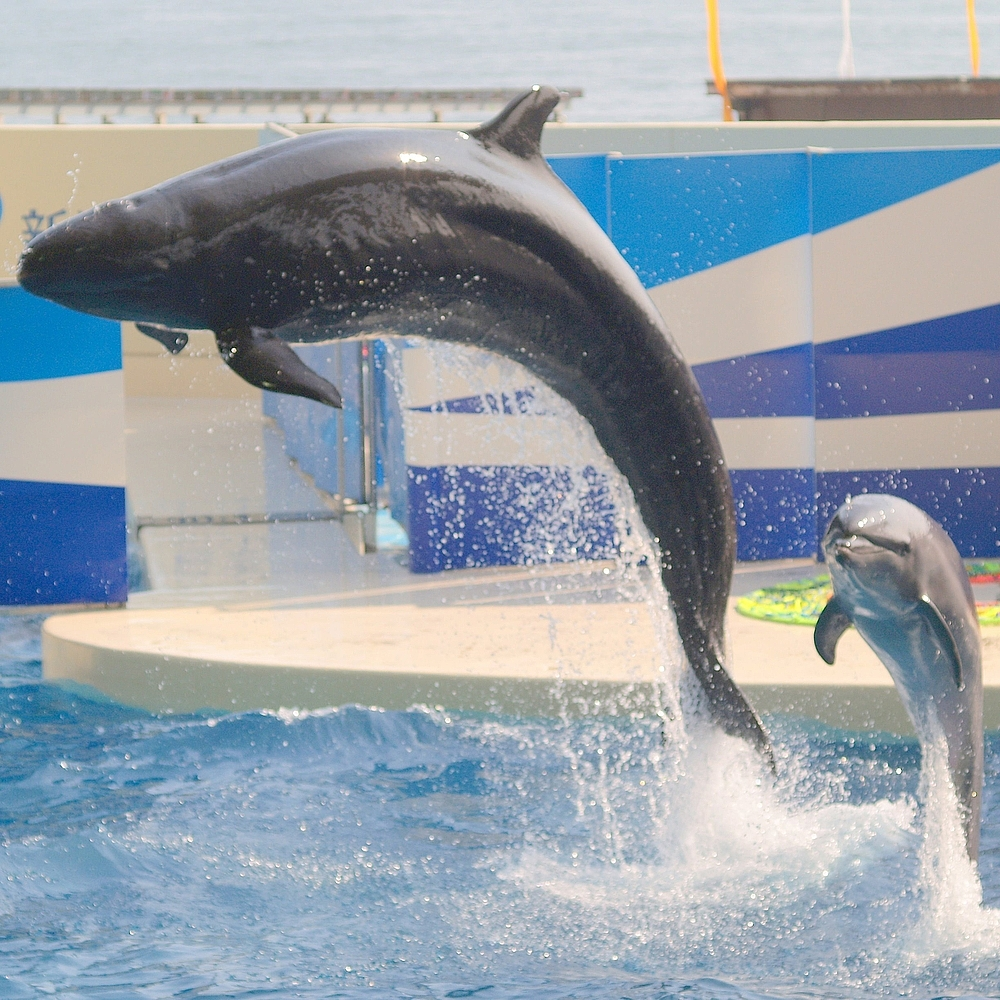
Kosatka černá v akváriu spolu s delfínem skákavým, který se v přírodě občas stává její kořistí

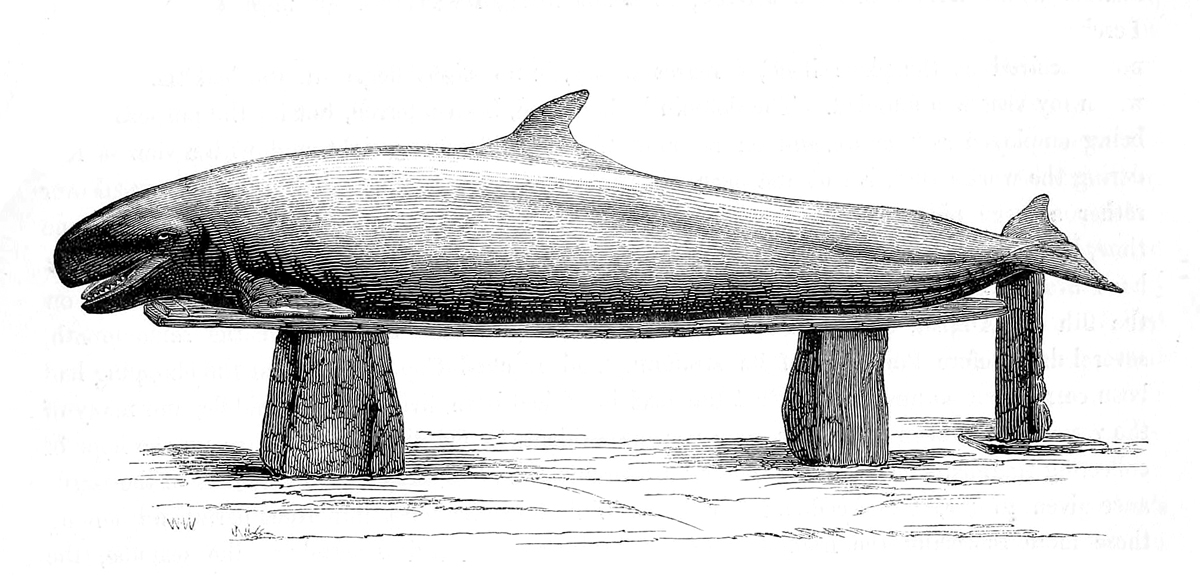
Rytina kosatky černé z r. 1866

Kosatka černá (Pseudorca crassidens) je jediný žijící zástupce rodu Pseudorca. Je menší a méně známá než kosatka dravá, které se trochu podobá, a od níž se liší mj. tím, že se vyskytuje zejména v tropických a subtropických oblastech. Má tmavě šedou až černou barvu, dorůstá délky až šesti metrů a může vážit až 2,2 tuny. Je skvělý plavec a obvykle se sdružuje ve skupinách po 10–100 jedincích. Živí se mořskými rybami, hlavonožci a některými mořskými savci. Kromě člověka téměř nemá přirozené nepřátele.

## Vědecký název a taxonomie
Vědecký název Pseudorca crassidens je složen z řeckých a latinských slov a znamená doslova „falešný tlustozubý démon“ (pseudo = falešný, orca = démon, crassus = tlustý, dens = zub). V angličtině se kytovec jmenuje „false killer whale“, ve francouzštině „faux orque“ a ve španělštině „orca falsa“, což poukazuje na podobnost s kosatkou dravou a zároveň na jistou rozdílnost.
Ve skutečnosti není kosatka černá s kosatkou dravou nijak zvlášť spřízněná. Jejími nejbližšími příbuznými jsou kytovci Grampus grisseus (plískavice šedá), Peponocephala electra (elektra tmavá), Feresa attenuata (fereza malá), Globicephala melas (kulohlavec černý) a Globicephala macrorhynchus (kulohlavec Sieboldův). Kosatka černá patří do čeledi delfínovitých a je jediným druhem rodu Pseudorca.

## Popis
Kosatka černá patří mezi velké zástupce čeledi delfínovití. Je dlouhá a relativně štíhlá. Hřbetní ploutev je poměrně malá a zaoblená. Stavba lebky je podobná stavbě lebky menších jedinců kosatky dravé. Samci jsou větší než samice a dosahují obvykle délky okolo pěti metrů, přičemž maximum je 6,1 metru. Velcí samci mají hmotnost okolo 1400 kg, rekordní jedinci mohou vážit i více než dvě tuny. Samice dosahují délky okolo 4,3 metrů, přičemž maximum je 5,06 metru, a hmotnosti obvykle do jedné tuny (nejvíce 1200 kg). Zbarvení kosatky černé je tmavé – pohybuje se od tmavě šedé až po černou. Spodní část těla je většinou poněkud světlejší. Hlava postrádá „zobák“ charakteristický pro mnohé delfínovité. V čelistech má kostaka černá dvakrát 7–12 párů velkých kónických zubů. Páteř tvoří nejčastěji 48–50 obratlů (popsáno bylo i pouhých 47 až 52). Z 9–12 párů žeber se čtyři páry připojují přímo k hrudní kosti.

## Rozšíření a populace
Kosatka černá je rozšířena především v tropických a subtropických mořích a subtropických částech oceánů. Málokdy překračuje 50° šířky na obou polokoulích. Podél pobřeží v šelfových mělkých mořích se může kosatka objevit i ve vyšších zeměpisných šířkách například u Aleut či v Severním moři, ale jde spíše o vzácný jev.
Početnost kosatky černé není zatím s dostatečnou přesností zjištěna. Neví se ani, jaký je trend jejího vývoje. Máme jen některé údaje o lokálních populacích. V mořích okolo Číny a Japonska žije asi 16 000 jedinců, v Mexickém zálivu asi 1040, v okolí Havajských ostrovů je to 268 kosatek a v tropických vodách východního Pacifiku zhruba 40 000. Některé z těchto údajů jsou však již staršího data. Celková světová populace čítá desítky tisíc kusů.

## Biologie

### Potrava
Kosatka černá je masožravec, predátor. Loví ryby, hlavonožce (chobotnice, kalmary, sépie, olihně) a v menší míře i některé mořské savce. Z ryb se specializuje na koryfény velké neboli mahi-mahi (Coryphaena hippurus), plachetníky (Makaira, Istiophorus) a tuňáky. Dále loví mečouny, mořské okouny, sledě, lososy, makrely, korušky, barakudy, také sardinky a další druhy ryb. Z mořských savců někdy uloví menší či oslabené kusy delfínů, sviňuch nebo plískavic. Výjimečně napadá mláďata velryb (keporkak, vorvaň). Kosatka černá poměrně běžně „krade“ kořist z rybářských vlasců a sítí, občas se však při tom do sítě zaplete (tzv. vedlejší úlovek).

### Chování
Kosatka černá je vynikající plavec – rychlý a aktivní. Přesné údaje o délce a hloubce ponorů zatím chybí. Některé zdroje udávají, že maximální hloubka je 500–700 metrů, velká většina ponorů je však mělčí než 150 metrů. Bylo zjištěno, že většina denních ponorů se pohybovala v rozmezí od pěti metrů do dvaceti 20 metrů a trvala minutu nebo méně. Noční ponory byly všechny mělké (max. 30–40 m), ale relativně dlouhé (přibližně 6–7 minut).
Kosatka černá je sociální živočich. Nejčastěji je pozorována ve skupině okolo 10 až 20 členů. Kosatky obvykle žijí ve stádech čítajících 10–100 jedinců. Není však výjimkou, že stádo tvoří několik set jedinců (i 600 až 1000). Tyto skupiny bývají roztažené na mnoho kilometrů, ale zdá se, že jejich pohyb je koordinovaný. Skupinu tvoří většinou příbuzní jedinci, kteří spolu žijí často mnoho let (nejméně 15). Někdy se kosatky černé sdružují do stád s jinými druhy delfínovitých, například s delfíny skákavými. Je zajímavé, že slabí jedinci tohoto druhu mohou zároveň být součástí potravy kosatky černé.
Jedinci ve skupině se běžně dělí o kořist; zřejmě to posiluje sociální vazby. Obecně lze říci, že o sociálním životě kosatek černých víme zatím velmi málo.

### Rozmnožování
Březost samice trvá 14–16 měsíců a kojení mláďat 1–1,5 roku. Mláďata měří při narození 1,5–2 metry a váží okolo 80 kg. Reprodukční schopnost kosatky černé je poměrně malá, průměrný interval mezi porody je sedm let. Dospělou se kosatka stává asi po 8–12 letech a dožívá se maximálně 58–63 let. Samice žijí obvykle poněkud déle než samci. Culik a kol. uvádějí 57 let u smaců a 62 u samic.
V zálivu Hauraki u Nového Zélandu se kosatka černá páří i s delfínem skákavým.

## Predace
Kosatka černá se občas může stát kořistí kosatky dravé a výjimečně i velkých žraloků, jako je žralok bílý a žralok tygří. Útok kosatky dravé na kosatku černou byl jednou pozorován u Nového Zélandu.

## Další hrozby
Kosatky černé jsou známé kvůli relativně častému uváznutí na pobřeží. V jednom případě uvázlo na pláži 835 jedinců. Vědci stále nevědí, co je příčinou. Existuje více teorií, například ztráta orientace kvůli změnám magnetického pole, narušení orientace vojenskými sonary, sebevražedná sociální soudržnost („masová sebevražda“), nemoc, dysfunkce jater atd. Vědci zjistili, že v jistých situacích kosatky „odpojí“ echolokační zařízení, jako kdyby plavaly se „zacpanýma ušima“. Sice je to chrání před nepříjemným hlukem v jejich okolí, ale…
Kosatka černá je ohrožována znečištěním vod. U jedinců uvázlých na plážích byly několikrát provedeny testy. U mnohých z nich bylo zjištěno nadměrné množství pesticidu DDE (vzniká rozkladem DDT), těžkých kovů, butyltinu, fenyltinu a organotinu v těle. Ohrožuje ji hlukové znečištění a to, že se stává vedlejším úlovkem. Při monitorování trhu s „velrybím masem“ v Jižní Koreji bylo odhaleno nadměrné používání masa kosatky černé.

## Vztah s lidmi
Jelikož kosatky černé mnohdy „kradou“ ryby ze sítí rybářů, nemají je rybáři rádi a často je kvůli tomu zabíjejí. Kvůli masu jsou loveny v Japonsku a na Svatém Vincenci v Karibiku. Loví je i u břehů Indonésie a Indočíny. Dříve je lovili i  u tchajwanských ostrovů Pcheng-chu. V letech 1965–1980 zabili lidé jen u ostrova Iki v Japonsku 900 kosatek černých, aby nelovily ryby, které lovili rybáři.
Kosatka černá patří mezi jeden z druhů delfínovitých chovaných v delfináriích a oceanáriích na různých místech světa. V zajetí se je daří poměrně úspěšně odchovávat a podařilo se je zkřížit i s delfíny skákavými.

## Zajímavosti
- Druh byl znám dříve z fosilií než z živé přírody.[15]
- Stejně jako jiní delfínovití užívají k určení pozice objektu (včetně kořisti) echolokaci (tzn. orientaci prostřednictvím odraženého zvuku). Vysílají krátké pulsy a kořist rozeznají na vzdálenost větší než 300 metrů.
- Echolokátory kosatky černé jsou mimořádně citlivé. Kosatka dokáže rozlišit objekty, které se od sebe liší o tloušťku lidského vlasu.[19]
- Menopauza nastává u samic obvykle mezi 40–45 rokem věku.[14]
- Kosatky černé jsou zřejmě schopny naučit se rozpoznat samy sebe v zrcadle.[4]
- Jako někteří delfíni rády vyskakují nad hladinu, kde provádějí různé akrobatické prvky.